# رمانتیک فراطبیعی

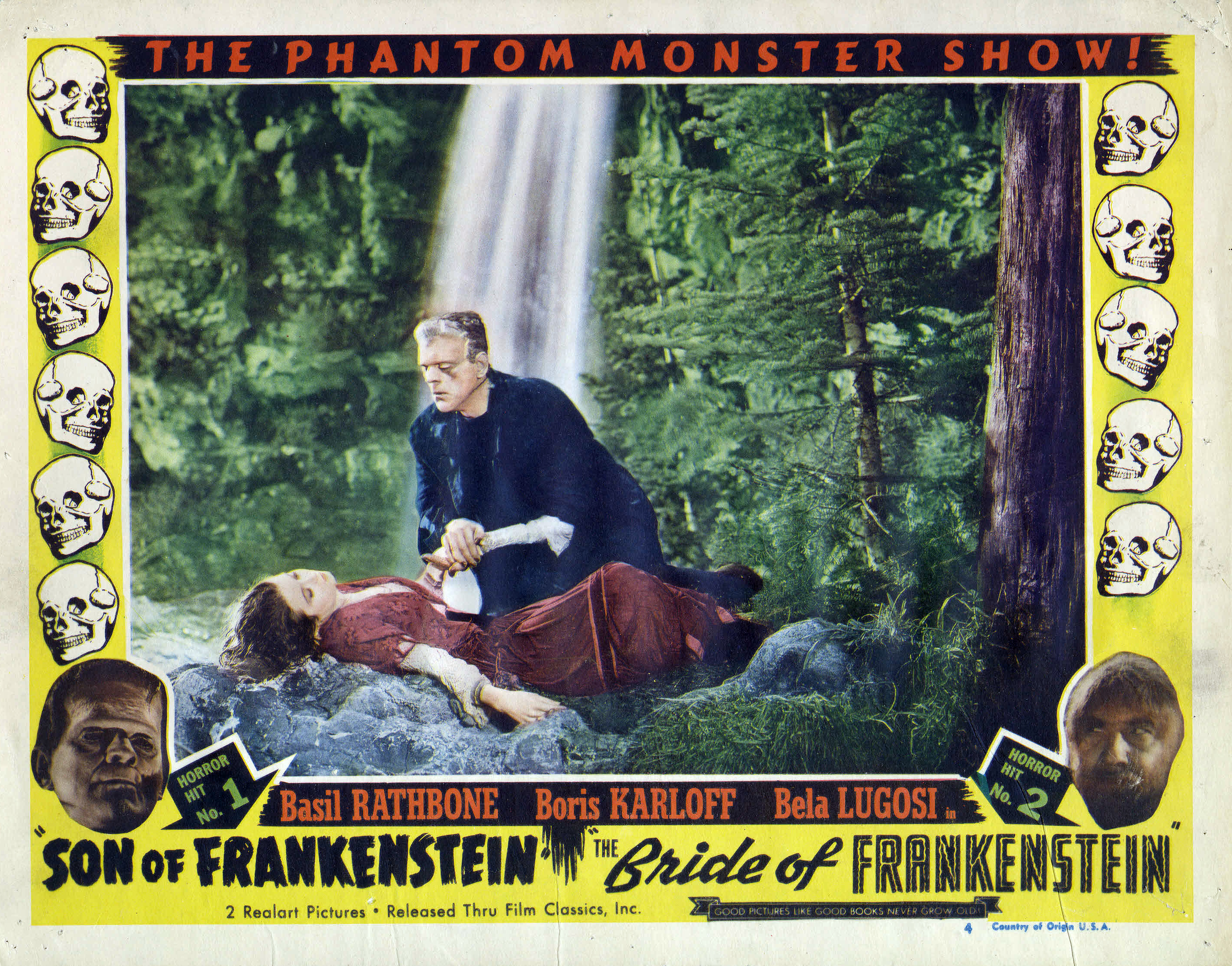
کارت لابی رنگی برای فیلم عروس فرانکشتاین محصول 1935 با بازی بوریس کارلوف

رمانتیک فراطبیعی (انگلیسی: Paranormal romance) یک زیرژانر از داستان‌های رمانتیک و داستان‌های گمانه‌زن است. رمانتیک فراطبیعی بر عشق رمانتیک تمرکز دارد و شامل عناصر فراتر از محدوده توضیح علمی از ژانرهای فانتزی علمی و ترسناک است. رمانتیک‌های فراطبیعی از عاشقانه‌های سنتی با زمینه‌های ماورایی یا داستان‌هایی با زمینه‌های علمی تخیلی یا داستان‌هایی مبتنی بر فانتزی با یک داستان فرعی رمانتیک شامل می‌شوند. در این گونه، روابط رمانتیک بین انسان‌ها و خون‌آشامها، تغییرشکلها، ارواح و موجودات دیگر با طبیعت فوق‌العاده یا غیرفیزیکی رایج است.